# Халкетт, Колин
Генерал сэр Колин Халкетт GCB (1774—1856) был офицером британской армии, который воевал в Наполеоновских войнах и был лейтенантом-губернатором Джерси.

## Семья
Халкетт происходил из военной семьи. Его отцом был генерал-майор Фредерик Годар Халкетт, а его младшим братом был генерал Хью Халкетт.

## Военная карьера
Халкетт начал свою военную карьеру в голландской гвардии и служил в различных компаниях в течение трех лет, покинув гвардию в звании капитана в 1795 году.
С 1800 по 1801 он командовал голландскими войсками на острове Гернси. 28 июля 1803 года майору Халкетту (и подполковнику фон дер Деккену) было вручено служебное письмо, уполномочивающее его «сформировать пехотный батальон численностью в четыреста пятьдесят девять человек» и предлагающее ему звание подполковника, если он увеличит численность до восьмисот человек. Эти солдаты составили ядро того, что в декабре 1803 года стало Королевским Германским легионом (КГЛ). 17 ноября 1803 года Халкетт был произведён в подполковники и командовал 2-м лёгким пехотным батальоном. Этот батальон участвовал в походах Кэткарта в Ганновер, Рюген и Копенгаген.

### Пиренейские войны
В 1811 году ему было поручено командование лёгкой бригадой КГЛ, с которой он прошёл всю Пиренейскую войну от Ла-Альбуэра до Тулузы. 1 января 1812 года он был произведен в полковники. В битве при Саламанке (22 июля 1812 года) он командовал 1-й бригадой 7-й дивизии под командованием генерал-майора Хоупа.
4 июня 1814 года Халкетт был произведен в генерал-майоры.
18 июня 1815 года в битве при Ватерлоо он командовал 5-й бригадой в 3-й дивизии под началом генерал-майора Карла фон Альтена. В течение битвы он был ранен четыре раза.

## Вице-губернатор
Халкетт стал вице-губернатором Джерси в 1821 году и был первым вице-губернатором, проживавшим в Доме правительства в Сент-Сейвере, который используется до сих пор. В это время он женился на Летиции Крикет, вдове капитана Тайла из Королевского артиллерийского полка. У него был сын, Фредерик (Джон) Колин Халкетт, родившийся 10 июня 1826 года. 22 июля 1830 года Колин Халкетт был произведён в генерал-лейтенанты, а в январе 1832 года назначен главнокомандующим Бомбейской армии. Он был губернатором Военного госпиталя в Челси с 1849 года до своей смерти в 1856 году.
21 сентября 1829 года он был назначен полковником 71-го пехотного полка. 28 марта 1838 года его перевели в 31-й пехотный полк, а 12 июля 1847 года в 45-й пехотный полк.
В Сент-Хелиере в его честь названы две улицы.

## Награды
- Великобритания
  - Золотой Крест за Ла-Альбуера, Саламанку, Виторию и Нив
  - Орден Бани, рыцарь большого креста
  - Медаль за Ватерлоо
- Ганновер
  - Королевский Гвельфский орден, рыцарь большого креста
- Португалия
  - Орден Башни и Меча 2-го ранга
- Бавария
  - Военный орден Максимилиана Иосифа 2-го ранга
- Нидерланды
  - Военный орден Вильгельма 2-го ранга[6]

| Подразделение                  | Командующий                 | Количество солдат |
| ------------------------------ | --------------------------- | ----------------- |
| 1-я бригада                    | Полковник сэр Колин Халкетт | неизвестный       |
| 1-й лёгкий батальон КГЛ        | неизвестно                  | неизвестный       |
| 2-й лёгкий батальон КГЛ        | неизвестно                  | неизвестно        |
| 7-й отряд Чёрных брауншвейгцев | неизвестно                  | неизвестно        |

| Подразделение        | Командующий                     | Количество солдат |
| -------------------- | ------------------------------- | ----------------- |
| 5-я бригада          | Генерал-майор сэр Колин Халкетт | 2274              |
| 2/30-й пехотный полк | Подполковник Бейли              | 635               |
| 33-й пехотный полк   | Подполковник Эльфинстон         | 576               |
| 2/69-й пехотный полк | Майор Маттлбери                 | 565               |
| 2/73-й пехотный полк | Подполковник Харрис             | 498               |